# Antoine Richepanse

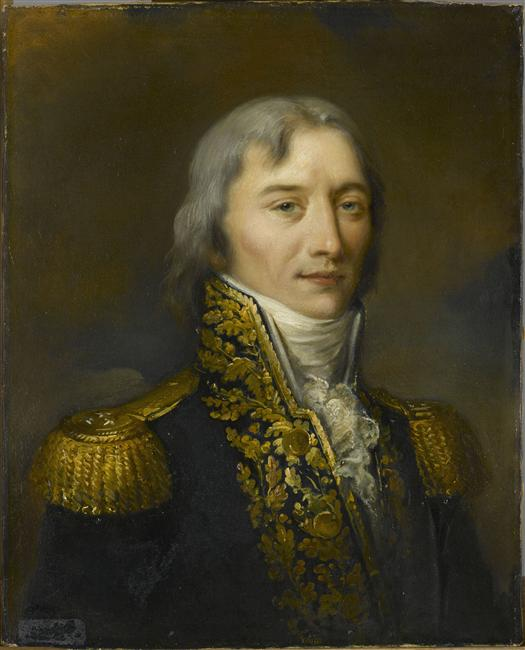
Antoine Richepanse

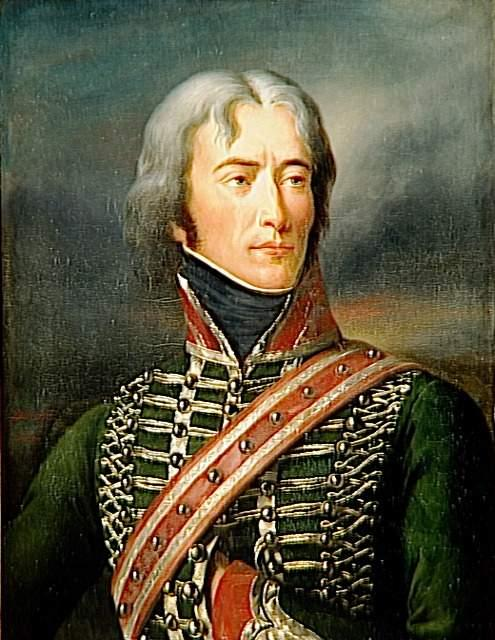
Antoine Richepanse in 1792 in uniform van luitenant van het 1e jagers te paard door Charles Durupt in het Musée de l'Histoire de France (Versailles).

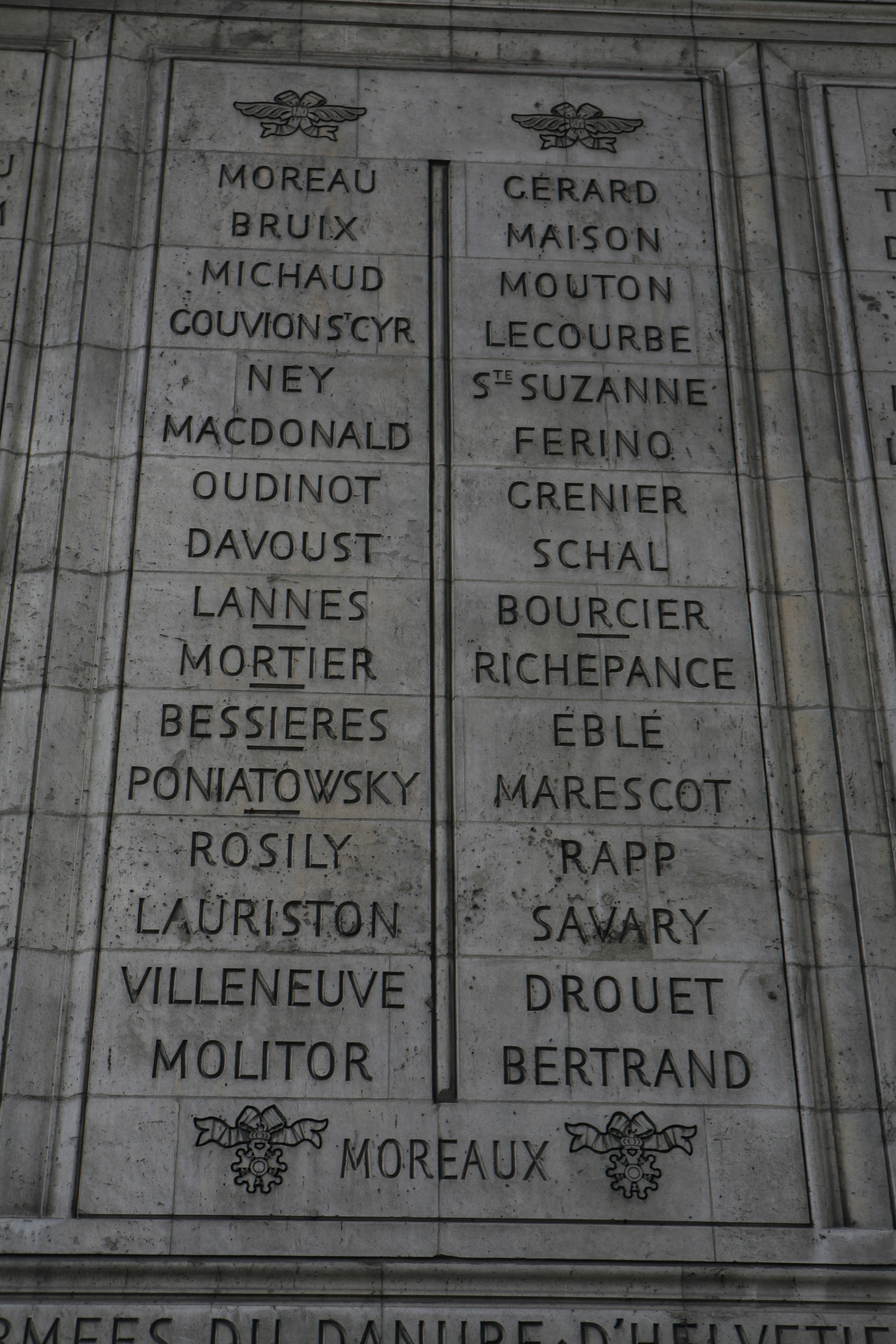
Zijn naam onderaan de Arc de Triomphe let op de spelling met "c".

Antoine Richepanse (Metz, 25 maart 1770 - Basse-Terre, 3 september 1802) was een Frans generaal.
Hij stamde uit een familie van notarissen, maar zijn vader was officier in het regiment Conti van het 1e jagers te paard. Hij werd geboren als "de Richepance" met c, maar veranderde na de Franse Revolutie zijn naam in Richepanse zonder het adellijke "de" en met "s" in plaats van "c". Antoine nam in 1785 dienst bij de jagers van de Elzas.
Hij werd in 1792 bevorderd tot luitenant en in 1794 tot chef van een eskadron.
In 1796 maakte Antoine Richepanse deel uit van de armée de Sambre-et-Meuse.
In juni nam hij deel aan de slag bij Siegburg en nadien aan de slag bij Altenkirchen.
In 1797 nam hij in de slag bij Neuwied 8000 krijgsgevangenen en maakte en 27 kanonnen en 7 vlaggen buit.
In 1799 werd hij naar Italië geroepen, waar hij vocht in de Slag bij Novi, waarna hij tot generaal bevorderd werd.
Onder bevel van Moreau won hij in april de slag bij Waldshut en in juni de slag bij Kirchberg en in december 1800 de slag bij Hersdorf.
Op 3 december 1800 bestreed hij aartshertog Karel Lodewijk van Oostenrijk in de Slag bij Hohenlinden.
In 1802 werd hij gouverneur van Guadeloupe, waar hij een rol speelde bij het herstel van de slavernij en de opstanden van de zwarte bevolking neersloeg.
Hij stierf er aan gele koorts.
Een straat in het centrum van Parijs en een kaai in Metz, naar hem genoemd, werden hernoemd in 2001 resp. 2004 nadat de rol van Richepanse in het herstel van de slavernij onder de aandacht gebracht was.
- Bibliothèque nationale de France: cb10722783q (data)
- Système universitaire de documentation: 178612138
- Virtual International Authority File: 309566630